# Barbara Caine
Barbara Caine, née le 2 avril 1948 à Johannesbourg, est une historienne et professeure d'université australienne. Elle est spécialiste de l'histoire du féminisme britannique des XIXe et XXe siècles.

## Biographie
Elle naît en Afrique du Sud, puis sa famille s'installe en 1960 en Australie. Elle fait ses études à l'université de Sydney, où elle obtient son diplôme en 1969. Elle obtient un master à l'université du Sussex et soutient sa thèse de doctorat à l'université Monash où elle enseigne jusqu'en 2010. Elle est depuis professeur à l'université de Sydney, où elle dirige la School of Philosophical and Historical Inquiry. Elle a créé le premier centre d'études sur les femmes à l'université de Sydney, qui est depuis devenu un département de l'université à part entière.

## Recherches
Elle s'intéresse à l'histoire des femmes au Royaume-Uni et en Australie, particulièrement aux biographies historiques. Elle a étudié des biographies familiales, notamment des familles Strachey et Webb.
Ses recherches concernent également plus généralement les études liées au XIXe siècle, à la biographie et à l'histoire de vie. Elle s'est notamment intéressée à l'usage du terme « féministe » pour envisager l'engagement des femmes durant la période victorienne.
Elle est membre de l'Australian Academy of the Humanities (1995), de l'Academy of the Social Sciences in Australia, et de la Royal Historical Society.

## Distinctions
- 2014 : Ordre d'Australie[7].

## Publications

### Ouvrages et articles
- Crossing Boundaries: Feminism and the Critic of Knowledges, avec Marie de Lepervanche, Allen & Unwin, 1988
- Victorian Feminists, Oxford University Press, 1992[8]
- Feminist biography and feminist history, Women's History Review, vol. 3, no 2, 1994, p. 247-261 [lire en ligne]
- Destined to be wives: the sisters of Beatrice Webb, Clarendon Press, 1996[9]
- English Feminism, 1780-1980, Oxford University Press, 1997[10]
- The Stracheys and Psychoanalysis, History Workshop Journal, 45, 1998, p. 145-169 PMID 11620087
- (Coll.) Australian Feminism: a Companion, Oxford University Press, 1999
- Gendering European History: 1780-1920, avec Glenda Sluga, Leicester University Press, 2000[11]
- Companion to Women's Historical Writing, avec Marie Spongberg et Ann Curthoys, Palgrave Macmillan, 2005
- (en) Bombay to Bloomsbury : A Biography of the Strachey Family, Oxford, Oxford University Press, 2005, 488 p. (ISBN 0-19-925034-0)
- (dir.) Friendship: A History, Equinox Publishing Ltd, 2009
- Biography and History, Palgrave Macmillan, 2010, rééd 2019, Red Globe Press[12]
- « ‘My vast Empire & all its many peoples’: Queen Victoria’s imperial family », dans Sarah Carter & Maria Nugent, Mistress of Everything: Queen Victoria in Indigenous Worlds, Oxford University Press, 2016 (ISBN 9781784991401, lire en ligne), p. 125-143.